# Friedrich Schiller
Johann Christoph Friedrich von Schiller (/ˈjoːhan ˈkʀɪstɔf ˈfʀiːdʀɪç fɔn ˈʃɪlɐ/, pronuncia tedesca ) (Marbach am Neckar, 10 novembre 1759 – Weimar, 9 maggio 1805) è stato un poeta, filosofo, drammaturgo, medico e storico tedesco.

## Biografia

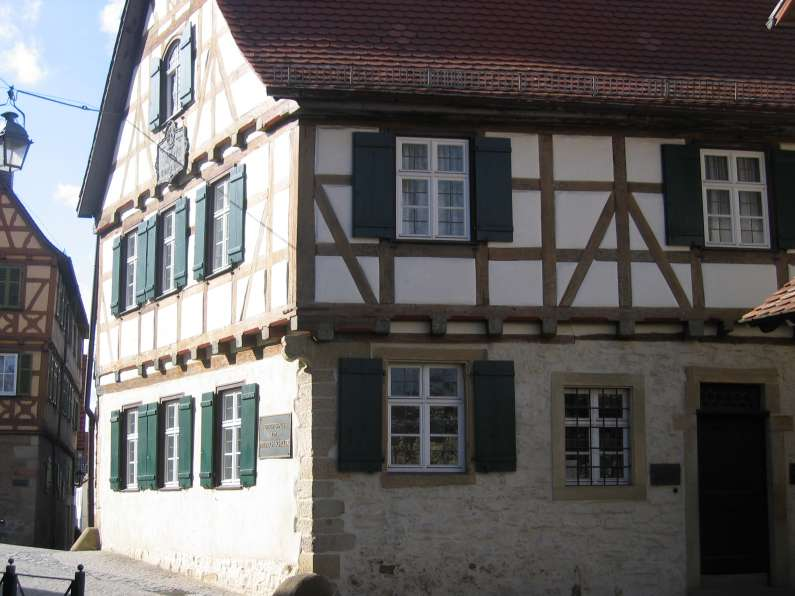
Casa natale di Schiller a Marbach am Neckar

Friedrich Schiller nacque il 10 novembre 1759 a Marbach am Neckar, a 20 miglia circa da Stoccarda nel Ducato di Württemberg, unico figlio maschio di Johann Caspar Schiller (1733-1796), luogotenente dell'esercito del medesimo ducato, e di Elisabeth Dorothea Kodweiß (1732-1802).

### Anni giovanili (1759-1775)

#### La famiglia

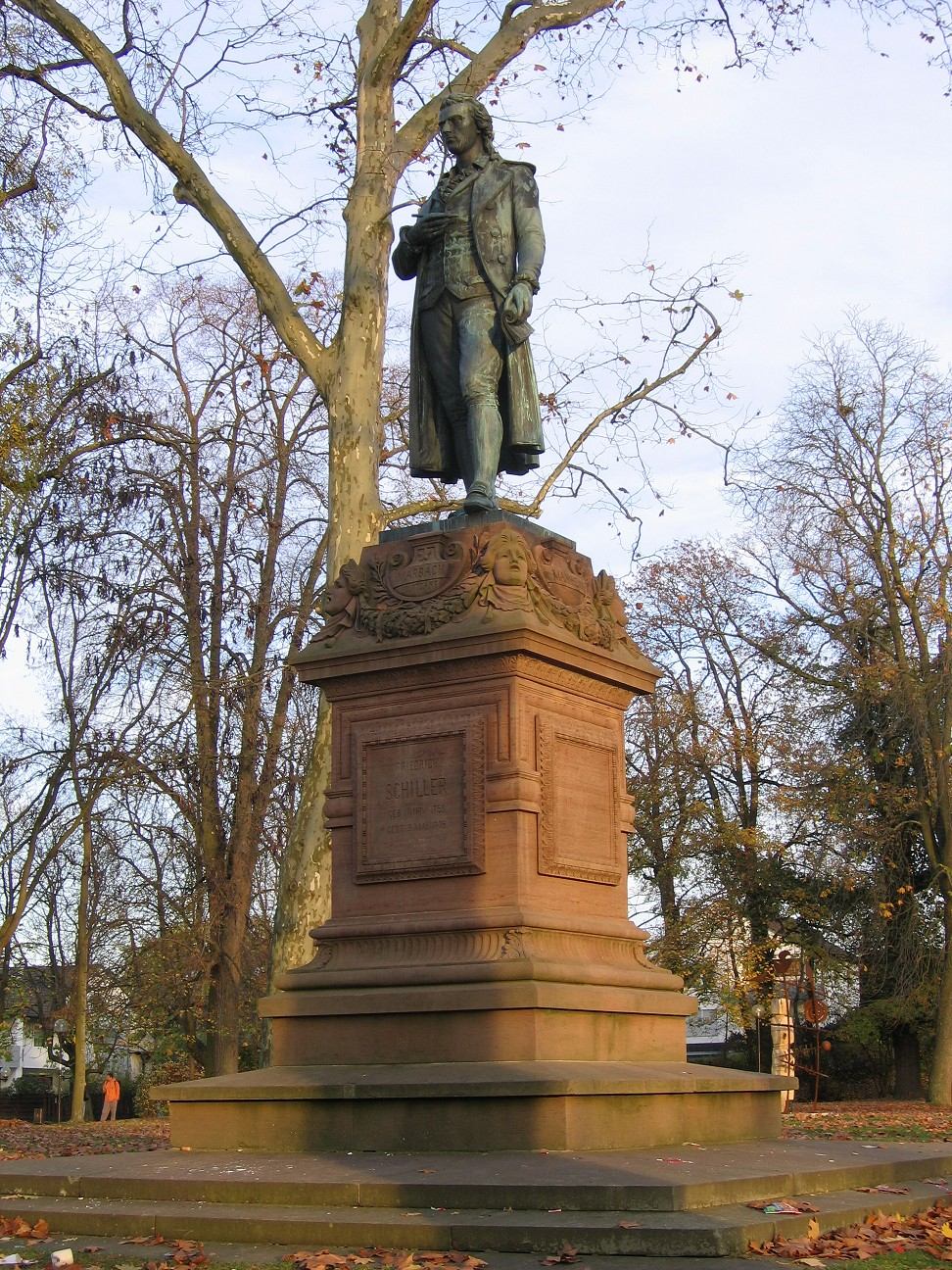
Monumento di Schiller nella città nativa di Marbach

Suo padre aveva inizialmente occupato uno degli ultimi ruoli della gerarchia militare, servendo l'esercito come chirurgo militare, occupazione considerata in Germania alla pari di quella dell'artigiano o del barbiere. Ricevuta la promozione a luogotenente partecipò alle Campagne della guerra dei sette anni, motivo per il quale Friedrich non poté vederlo fino all'età di due anni e mezzo quando suo padre tornò dopo essere stato promosso capitano. 
La sua infanzia fu pertanto caratterizzata da un ambiente domestico affettuoso e femminile. Sua madre, Elisabeth Dorothea Kodweiss, figlia di un albergatore, era una donna gentile le cui virtù domestiche erano accompagnate da una non comune (anche se non dotta) intelligenza, un grande amore per la letteratura devozionale e da una fervente fede religiosa. Fu da lei che Friedrich ereditò la sua natura emotiva e altruista insieme con la sua onestà; da suo padre provenne invece l'infaticabile energia che temprò il suo carattere.

#### L'educazione classica
Tra i sei e nove anni, dopo essersi trasferito con la famiglia nel villaggio di Lorch sul Rems, Friedrich iniziò a prendere lezioni private di latino dal pastore Moser. Il capitano era fermamente convinto che il suo unico figlio dovesse beneficiare di un'educazione classica che lo avrebbe condotto alla vocazione di pastore, alla quale lui stesso aveva dovuto rinunciare a causa della prematura morte del padre.
Friedrich fu educato secondo la rigida tradizione luterana; la fede di sua madre era semplice e forte e suo padre credeva fermamente nel potere della Provvidenza di guidare l'uomo attraverso le avversità. Tuttavia l'influenza intellettualmente più significativa sul giovane Schiller l'ebbe il pastore Moser, il quale credeva profondamente che il compito del cristiano fosse perseguire l'unione mistica con Cristo e vivere nell'obbedienza dei comandamenti di Dio compresi ascoltando la voce della propria coscienza.
Tale idea influenzò molto Schiller che l'approfondì nel momento in cui, da studente di medicina, la rincontrò secolarizzata nel contesto dell'Illuminismo e della nascente psicologia. Fu questa l'origine del grande interesse che dimostrò successivamente per i meccanismi della vita interiore dell'individuo e il motivo per cui rimase particolarmente sensibile ai pericoli etici inerenti alla personalità unilaterale.
Dopo che la famiglia si trasferì nel 1766 a Ludwigsburg studiò per tre anni alla scuola classica latino, greco ed ebraico come preparazione alla vita di Chiesa, verso la quale, sempre fortemente incoraggiato dal padre, si dirigevano i suoi pensieri. Era previsto che Friedrich, essendo uno studente diligente, avrebbe passato gli esami annuali e sarebbe quindi entrato alla scuola inferiore del monastero di Blaubeuren per poi passare a una scuola monasteriale superiore completando successivamente i suoi studi di teologia con una borsa di studio al Tübinger Stift. Alla scuola di grammatica di Ludwigsburg fu per la prima volta introdotto alla poesia e al teatro. Il duca Carlo II Eugenio di Württemberg richiedeva che tutti i suoi ufficiali, insieme con le loro famiglie, assistessero regolarmente all'opera italiana e agli spettacoli teatrali. Il fantastico mondo dell'opera, del teatro e del balletto, catturò ben presto l'immaginazione di Schiller che costruì addirittura un palcoscenico in giardino in cui si divertiva a mettere in scena rappresentazioni teatrali.

#### L'ammissione "forzata" all'accademia militare delSchloss Solitude

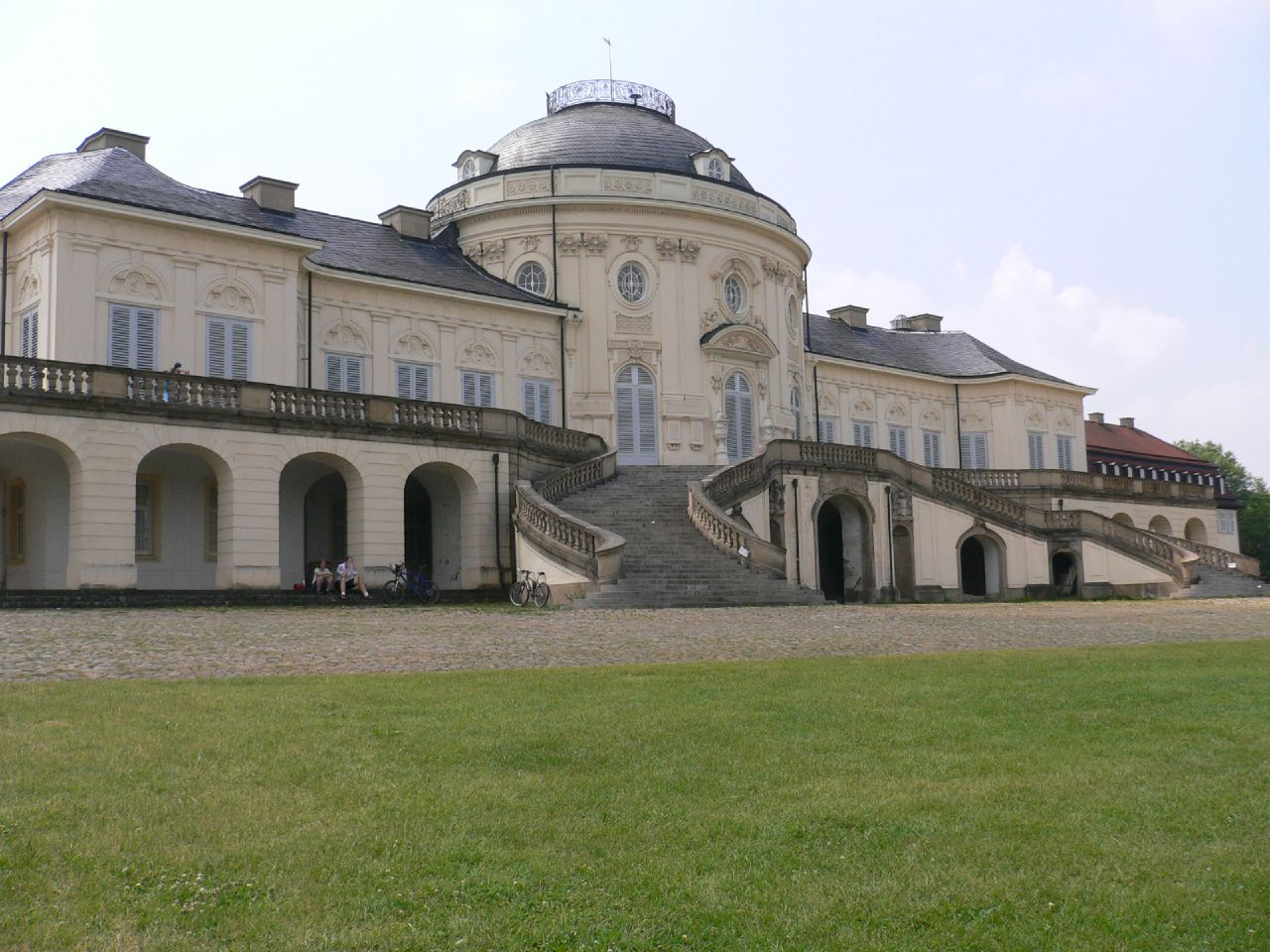
Schloss Solitude, il palazzo dell'Accademia a Solitude

La famiglia Schiller dipendeva economicamente dal Duca e questo ebbe ripercussioni non indifferenti sulla vita di Friedrich. Quando Karl Eugen, in un periodo di stravaganza, tra il 1763 e il 1767 costruì nei pressi di Stoccarda il Schloss Solitude (Palazzo di Solitude), abbattendo i boschi e circondandolo di giardini spettacolari, la cura di questi fu affidata al capitano Schiller (non più utile nel suo ruolo di militare dal momento che il Duca, dopo che gli furono negati i sussidi francesi, aveva perso il suo interesse bellico), il quale si trasferì nei pressi del palazzo con tutta la famiglia, lasciando Friedrich a Ludwigsburg per proseguire gli studi.
Tale cambiamento non avrebbe inciso sulla vita di Friedrich se non fosse che fu proprio a Solitude che il Duca decise di fondare la struttura educativa (inizialmente pensata per gli orfani dei soldati e per i figli di artigiani e giardinieri) che si trasformò ben presto in un'accademia militare sotto il comando del colonnello von Seeger.
Il Duca, i cui agenti si erano informati sugli studenti brillanti delle scuole locali, invitò il capitano Schiller a mandare suo figlio all'accademia dove gli sarebbe stata offerta un'educazione gratuita. Con il dovuto rispetto, il capitano rispose che Friedrich era destinato a diventare un ecclesiastico e che siccome all'accademia non c'era nessuna facoltà di teologia avrebbe preferito permettere a suo figlio di frequentare, attraverso diverse scuole, il seminario della città universitaria di Tubinga, il Tübinger Stift. Ma quando il capitano Schiller fu convocato alla presenza del Duca capì che un'ulteriore resistenza alla sua volontà non sarebbe stata possibile.
L'insistenza del Duca si comprende considerando che Karl Eugen vedeva nell'accademia l'occasione di educare i giovani promettenti (per la maggior parte figli della borghesia) destinati a ricoprire posti importanti nel sua corte, nei ministeri e nell'esercito, e Friedrich era stato scelto come uno di questi.

#### La vita in accademia
Molto riluttante il giovane Schiller decise di studiare legge all'accademia, dove il trattamento fu molto rigido, soprattutto nei primi anni dalla sua apertura. Agli studenti non era concesso tornare a casa, le loro lettere venivano censurate, non erano permesse vacanze, erano confinati nei limiti di Solitude e quando i genitori li andavano a trovare dovevano conversare in presenza di uno dei membri dello staff. Le regole dominavano ogni minuto del giorno.
Il Duca era considerato come il loro padrone, e a lui i genitori dovevano essere grati. Moltissima importanza veniva data al merito rispetto al quale venivano istituite delle classifiche e consegnati dei premi. Gli studenti vivevano in totale assenza di privacy, inoltre il Duca richiedeva che ognuno scrivesse dei rapporti sul carattere e gli atteggiamenti dei propri compagni.
Con la sua natura sensibile e la sua delicata costituzione, Schiller soffrì probabilmente più di ogni altro della dura routine dell'accademia, che prevedeva anche orari molto rigidi. La totale dipendenza della sua famiglia dal Duca non gli permetteva nemmeno di ribellarsi apertamente alle autorità.

### Studente di medicina (1775-1780)

#### Da legge a medicina: le ragioni della scelta
Schiller aveva 16 anni quando l'accademia si trasferì a Stoccarda. La disponibilità di spazi più grandi diede l'opportunità a Karl Eugen di istituire le facoltà di filosofia, finanza, legge, belle arti, studi militari e medicina. La facoltà di medicina fu fondata per competere con la celebre Università di Tubinga.
Schiller decise immediatamente di trasferirsi a tale facoltà anche se le ragioni che lo spinsero a cambiare non sono ben chiare e sono state a lungo discusse. Sua sorella sostenne che gli era semplicemente stato ordinato dal Duca. Il suo compagno e amico Wilhem von Hoven, che si trasferì insieme con lui, affermò che avevano entrambi deciso volontariamente di studiare medicina. Entrambi ritenevano che studiare medicina fosse un miglior approccio alla poesia e al teatro rispetto all'"arida, rigorosa giurisprudenza", sostenuti inoltre dall'esempio e dall'ispirazione di Albrecht von Haller che era riuscito a conciliare brillantemente medicina e poesia.
Inoltre bisogna considerare che, anche se desiderava ardentemente studiare poesia e teatro, Schiller aveva prudentemente accettato l'inevitabile necessità di doversi guadagnare da vivere una volta uscito dall'accademia, e la pratica della medicina gli sembrava un buon mestiere, sicuramente migliore di quello che gli avrebbe garantito la laurea in legge. Decise pertanto di lavorare duramente per poter completare gli esami il prima possibile in modo tale da poter guadagnarsi l'indipendenza.

#### Influenze significative

##### Johann Friedrich Consbruch (1736-1810)
Il professore di medicina preferito da Schiller era Johann Friedrich Consbruch (1736-1810) insegnante di fisiologia, patologia, semiotica e terapeutica per un totale di 16 ore alla settimana, le cui eloquenti e appassionate lezioni erano molto gradite al giovane. Era molto interessato all'interrelazione tra mente e corpo, oltre che al tema delle febbri maligne (sul quale scrisse una dissertazione esaminandone i segni e i sintomi e discutendo il ruolo di emetici e lassativi per il loro trattamento), e alla fisiologia. Questi ultimi temi furono entrambi trattati in seguito anche da Schiller.

##### Jakob Friedrich von Abel (1751-1829)

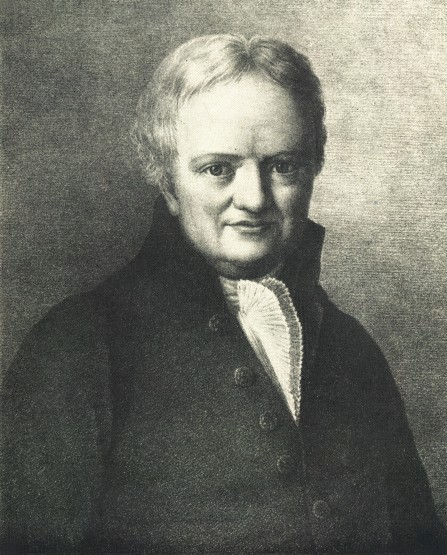
Jakob Friedrich von Abel

Il professore che più influenzò Schiller fu però Jakob Friedrich von Abel (1751-1829) insegnante di filosofia e psicologia: fu proprio Abel a destare in Schiller l'interesse sia per la nascente psicologia del tempo, che egli stesso promuoveva, sia per quella che oggi verrebbe chiamata psichiatria forense o, più precisamente, psicopatologia delle menti criminali. Agli studenti di medicina, Abel insegnava filosofia, psicologia e logica per due ore alla settimana, e Schiller assisteva a un numero superiore di sue lezioni rispetto a quanto era richiesto dal piano di studi. Abel era il professore più conosciuto e stimolante: nelle sue discussioni filosofiche preferiva generalmente il metodo induttivo, rimpiazzando in tal modo il ragionamento sistematico con un approccio empirico che spingeva gli studenti a ricercare gli esempi di psicologia umana nella vita e non nei libri di testo.
Tra Abel e Schiller si instaurò un'amicizia che perdurò anche dopo che quest'ultimo lasciò l'accademia. Fu Abel, che era solito citare passi di poesia, il primo a far conoscere Shakespeare a Schiller. Inoltre fu proprio l'influenza di Abel a stimolare l'interesse di Schiller riguardo alla relazione tra corpo e anima e tra la libertà mentale e spirituale dell'uomo. A questo proposito deve essere stato di particolare importanza il discorso all'assemblea scolastica nel dicembre 1776 tenuto da Abel sul genio, perfettamente collocato all'interno del nascente spirito dello Sturm und Drang.

#### Poesia e medicina
Ispirazioni di questo genere non erano però all'ordine del giorno. Schiller si dava molto da fare per terminare gli studi in modo tale da potersi poi guadagnare da vivere autonomamente e dedicarsi alla poesia. Pertanto non rimaneva tanto tempo da passare studiando letteratura o scrivendo la bozza dei Die Raüber (I Masnadieri), che si dice avesse iniziato a scrivere di nascosto prima del 1777 ma che aveva abbandonato sotto la pressione degli studi medici. Il suo impegno nello studio della medicina, che non rimpiazzava la passione per la poesia ma anzi ne era una conseguenza, lo portò a vincere nel 1779 i premi per merito rispettivamente per chirurgia, medicina clinica e materia medica. Proprio quell'anno alla cerimonia per la consegna dei premi, alla quale il Duca era solito invitare personalità importanti, era presente Goethe. A quest'ultimo non dovette certo passare inosservato il giovane di venti anni, alto, pallido e dai capelli rossi, che gli comparve davanti tre volte per ricevere i premi che aveva ottenuto.
Sarebbe tuttavia errato pensare che Schiller dedicasse tutto il suo tempo alla medicina. Il suo interesse per la poesia, per il teatro e per la letteratura contemporanea non era affatto diminuito, anzi egli cercava conforto nello scrivere ogni volta che ne avesse la possibilità. La sua passione era nota anche al Duca e alla Contessa per i quali aveva composto rispettivamente uno spettacolo teatrale dal titolo De Jahrmarkt (La fiera) nel 1777, e alcuni versi di congratulazione nel 1778.

#### Le difficoltà del 1779
Nel gennaio del 1779 Schiller fu scelto per celebrare con un discorso il compleanno della Contessa. Il Duca gli chiese di rispondere al tema "Può un eccesso di gentilezza, socievolezza e straordinaria generosità propriamente costituire una virtù?", e fu talmente soddisfatto di ciò che Schiller elaborò che acconsentì a che egli scrivesse la sua dissertazione medica finale.
Schiller sperava che elaborando una tesi meritevole, che venisse accettata con successo, avrebbe potuto lasciare l'accademia un anno in anticipo. Scelse di trattare un tema filosofico, probabilmente grazie ad Abel, e intitolò la trattazione Filosofia della Fisiologia.
La tesi fu però unanimemente rifiutata dai professori e dal Duca, anche se rimasero tutti impressionati dalla sua originalità immaginativa. Il professore Consbruch non mancò di sottolineare che la dissertazione "rendeva onore alla conoscenza filosofica e psicologica dell'autore", mentre il Duca affermò che se Schiller avesse continuato a impegnarsi "sarebbe certamente diventato un uomo di davvero elevata importanza".
Alla delusione per il rifiuto della tesi si aggiunse poi, nell'estate dello stesso anno, la morte, all'età di 18 anni, del suo amico August von Hoven, fratello del suo caro amico e compagno di studi Wilhelm. August era morto dopo aver sofferto per tutta la primavera di febbri intermittenti. Friedrich e Wilhelm gli facevano visita regolarmente ed entrambi scrissero un resoconto della sua malattia nei loro scritti successivi: Schiller incluse il caso nella sua successiva dissertazione sulle febbri. La reazione poetica di Schiller alla morte dell'amico fu la composizione del lamento funebre Eine Leichenphantasie (Una fantasia funebre).
Nello stesso anno fu chiesto a Schiller di prendersi cura del suo amico J.F. Grammont che, in uno stato di disperazione suicida, gli aveva chiesto un sonnifero per mettere fine alla sua vita. Schiller stabilì subito un profondo livello di rapporto col suo paziente le cui confidenze gli permisero di riflettere sugli effetti della psicoterapia, confidenze che riportò nel Resoconto sulla malinconia di Grammont.

#### L'abilitazione a ufficiale medico

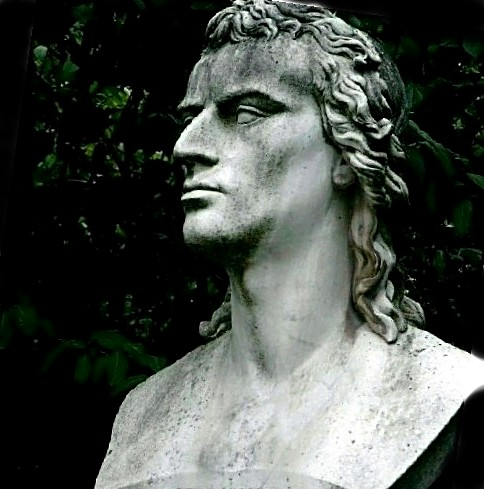
Busto di Schiller a Jena

Nel 1780 Schiller aveva cominciato il suo quinto e ultimo anno da studente di medicina. Aveva seguito un lungo e rigoroso corso al livello degli standard contemporanei. Tuttavia, prima di poter lasciare l'accademia doveva presentare una dissertazione medica che fosse accettata dal Duca e dai professori. La ragione per cui Schiller, nel novembre 1780 presentò ben due dissertazioni non è mai stata spiegata in maniera soddisfacente. Non c'è testimonianza che affermi che qualche suo collega abbia fatto lo stesso. Il motivo probabilmente risale alla natura radicalmente diversa delle due dissertazioni.
Una delle due, scritta in tedesco, dal titolo Sulla relazione tra la natura fisica e spirituale dell'uomo, esplorava lucidamente l'appassionante campo della medicina psicosomatica e della filosofia, e Schiller temeva potesse essere rifiutata come il trattato del 1779: anche se il tema del rapporto tra mente e corpo era il suo vero interesse non poteva rischiare un secondo fallimento. Sembra dunque probabile che fu unicamente a titolo cautelativo che scrisse anche Sulla differenza tra le febbri infiammatorie e putride; questo tema, più pratico e accessibile, era più vicino alla materia con cui il professore Consbruch si era laureato e, come ulteriore precauzione, Schiller decise di presentarlo nella lingua che tradizionalmente era usata per i trattati medici: il latino.
Questa volta il saggio di impronta filosofica fu accettato, mentre fu ironicamente rifiutata la tesi in latino, e insieme con altre undici dissertazioni fu stampato dall'editore Cotta di Stoccarda a spese dell'accademia, con un'ampia dedica al duca Karl Eugen. Nonostante il percorso di studi durato cinque anni, l'abilitazione ottenuta da Schiller gli permetteva unicamente di ricoprire il ruolo di ufficiale medico. Schiller infatti concluse gli studi un anno prima che all'accademia fosse riconosciuto lo statuto universitario e dunque l'autorità di conferire licenze e dottorati in medicina. A causa della scarsa disponibilità di incarichi di medico militare e dello stretto legame di dipendenza che lo aveva legato da sempre al Duca, Schiller si trovò costretto ad accettare l'incarico che, a sua insaputa, quest'ultimo aveva scelto per lui. Si trattava dell'incarico di medico militare di un reggimento di veterani dell'esercito di Württemberg, presso Stoccarda.

### Medico militare (1780-1782)

#### Difficoltà e ambizioni
L'autonomia che Schiller aveva sperato di ottenere lasciando l'accademia era però ancora lontana. Ricoprire il ruolo di ufficiale medico implicava la sottomissione alla disciplina militare e il percepimento di un salario di per sé insufficiente, che doveva essere comunque integrato dai risparmi paterni. Per Schiller, era ancor più demoralizzante la consapevolezza di dover sempre indossare l'uniforme e che, nel tempo libero, non gli era permesso di esercitare la sua professione da civile.
Nonostante le difficoltà, Schiller era inizialmente deciso a impegnarsi seriamente nei suoi doveri medici, e la sua ambizione principale era quella di ottenere la licenza di medico civile, con la speranza di diventare poi professore di fisiologia e medicina. Da quando, a dicembre del 1781, l'accademia ricevette lo statuto di università, considerato il percorso di studi che Schiller vi aveva svolto, per raggiungere l'obiettivo dell'abilitazione a medico civile, sarebbe stato sufficiente che scrivesse una dissertazione da discutere di fronte al Collegium Sanitatis di Stoccarda (di cui faceva parte anche il Duca).

#### I compiti di Schiller medico
Ogni mattina visitava le caserme, riferiva al suo comandante degli ammalati, si recava all'ospedale militare per visitare gli infermi e verificare se vi erano stati ricoveri durante la notte. In caso di difficoltà doveva rivolgersi a un suo superiore, il dottor Johan Friedrich Elwert, ma Schiller spesso ignorava le sue indicazioni, prescrivendo, di sua iniziativa, trattamenti a tutti i suoi pazienti senza consultarlo. Schiller si dovette confrontare con fratture, casi di tubercolosi, bronchite, malattie veneree, diversi tipi di ascessi, ma ciò che colpiva più frequentemente i soldati erano le varie febbri epidemiche. I rimproveri di Elwert nei confronti di Schiller infatti, si riferivano soprattutto all'autonomia con cui quest'ultimo eseguiva trattamenti non convenzionali per curare un'epidemia di diverse tipologie di febbre tifoide, che lui stesso aveva differenziato e per le quali aveva sviluppato un suo audace e indipendente trattamento. Tuttavia, anche se le sue mansioni non erano particolarmente impegnative, presto iniziò a sentirsi limitato e frustrato dalle restrizioni sia mediche sia militari che mortificavano le sue iniziative.

#### La scelta della poesia e l'abbandono della medicina

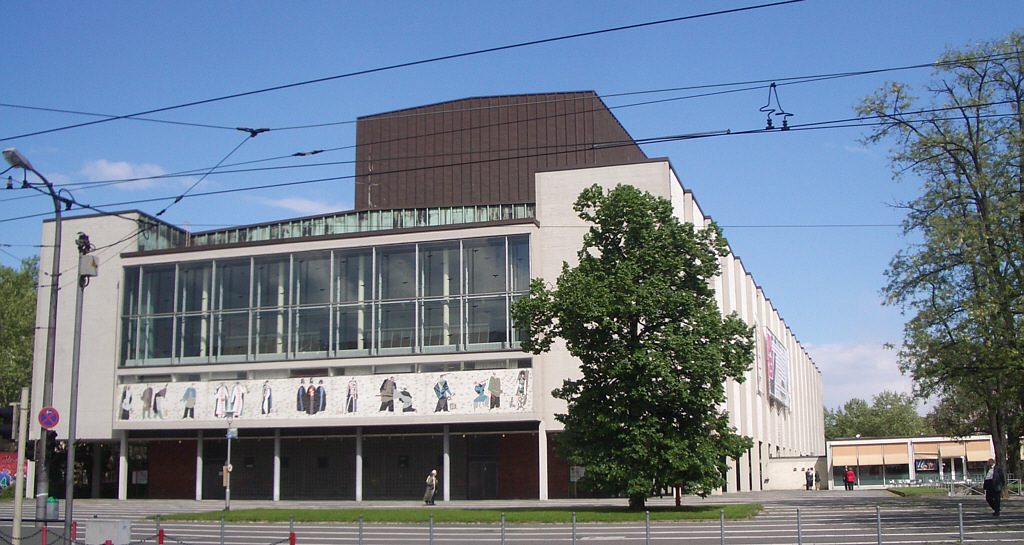
Il Teatro Nazionale di Mannheim

Il timido e obbediente studente dell'accademia stava lasciando il posto a uno Schiller più sicuro di sé. Ad aumentare la sua autostima aveva certamente contribuito la fama che i suoi poemi stavano iniziando ad avere a Stoccarda e che lo confermava nella convinzione di dover pubblicare I Masnadieri, opera che continuava a rivedere e a discutere con il professor Von Abel e i suoi amici. Infatti, dal momento che i suoi doveri di medico militare non richiedevano molto tempo per essere svolti, Schiller disponeva di molto tempo che dedicava a lavori letterari. Col passare del tempo il suo interesse si rivolgeva sempre più alla scrittura, e la sua iniziale propensione verso la medicina, insieme con l'ambizione di diventare professore, diventavano sempre più deboli.
Nel luglio 1781 Schiller, non avendo trovato un editore, decise di pubblicare Die Räuber (I Masnadieri) a sue spese. L'opera era un'espressione potente dei sentimenti di ribellione nei confronti delle convenzioni sociali e dell'autorità. Schiller riscosse subito molto successo, tanto che già a gennaio dell'anno successivo la sua opera fu messa in scena nel teatro di Mannheim. Nello stesso anno scrisse e pubblicò altri lavori e poemi, dai quali, seppur implicitamente, emergeva la condizione di insofferenza nei confronti del Duca. Le pubblicazioni letterarie, mentre lo facevano crescere di notorietà, gli procuravano lo sfavore di Karl Eugen, infastidito dalle critiche che coglieva nelle parole di Schiller, e dal suo atteggiamento impertinente: una volta, ad esempio, aveva lasciato l'accademia senza permesso per recarsi a una rappresentazione de I Masnadieri.
Il Duca, inizialmente, si limitò a avvertirlo di evitare offese al buon gusto e a suggerirgli di mettere da parte la poesia e il teatro per concentrarsi sulla medicina. Successivamente gli ordinò di scrivere una tesi ai fini di ottenere un dottorato, tesi che Schiller iniziò a scrivere senza però mai finirla. Sempre più infastidito dalla fama che gli scritti di Schiller assumevano il Duca giunse persino a impedirgli di occuparsi di letteratura, intimandogli di riservare i suoi scritti solo all'ambito della medicina: ordinò infatti che venisse arrestato nel caso fosse stato trovato a scrivere di argomenti che non avessero rilevanza medica. Schiller era profondamente scontento di questa situazione, mentre rimpiangeva la stima e l'ammirazione che aveva sperimentato durante il suo viaggio a Mannheim.
Per questo motivo era già da tempo che aveva intrapreso una corrispondenza con il barone Wolfgang Heribert von Dalberg, con l'aspirazione a diventare poeta di corte al Teatro Nazionale di Mannheim, di cui il Barone era direttore. Quando ricevette l'offerta definitiva Schiller dovette confrontarsi con il fatto che non avrebbe potuto ritirarsi dall'esercito senza il permesso di Karl Eugen. Per quanto già detto, il Duca non era in nessun modo intenzionato a concedere a Schiller di potersi dedicare alla poesia, ma Schiller decise di seguire il suo amore per la letteratura e, il 22 settembre 1782, scappò dal reggimento, e dopo aver disertato la carica militare nell'esercito di Stoccarda, Schiller non riprese mai lo studio o la pratica della medicina.

### Dopo il 1782

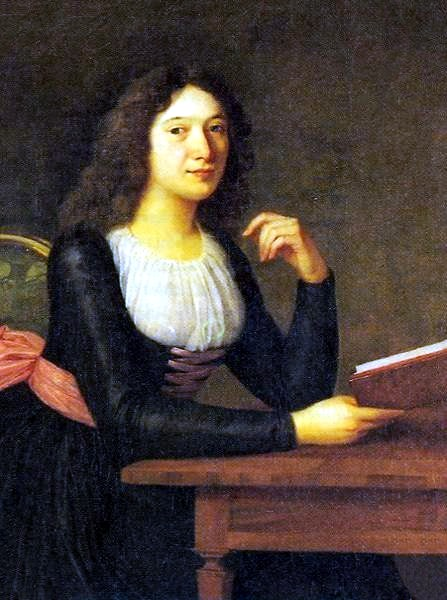
Ritratto di Charlotte von Lengefeld

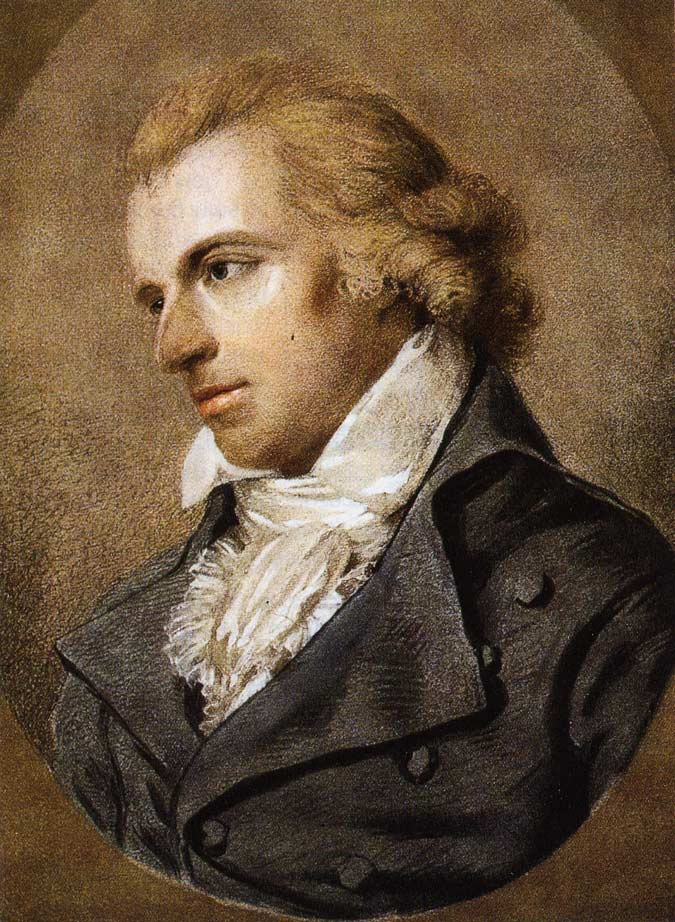
Friedrich Schiller ritratto nel 1794

Dal 1783 iniziò un periodo di viaggi e Schiller si trasferì prima a Lipsia e Dresda e infine a Weimar. Durante questi viaggi iniziò a pensare al Don Carlos, opera informata di idee dello Sturm und Drang. Tuttavia, mentre nel 1785 era presso i Korner, la tranquillità gli permise di cambiare stile, e iniziare la maturazione al Classico. Intanto scrisse Intrigo e amore e La congiura di Fiesco a Genova. Schiller fu iniziato alla loggia "Zur gekrönten Hoffnung" ("Alla speranza coronata") di Stoccarda nel 1787, all'età di 28 anni, e mantenne la sua affiliazione massonica per il resto della sua vita. Temi poetici come la fratellanza, l'idealismo e l'umanitarismo, possono essere stati influenzati dalla sua esperienza in Massoneria. Secondo il pronipote di Schiller, Alexander von Gleichen-Rußwurm, Schiller fu introdotto nella loggia Günther zum stehenden Löwen da Wilhelm Heinrich Karl von Gleichen-Rußwurm. Nessun documento di appartenenza è stato trovato.
Due anni più tardi, gli venne affidata, per intercessione di Goethe, la cattedra di storia e filosofia di Jena.
Il 22 febbraio 1790, migliorando la sua condizione finanziaria, poté sposare, preferendola alla sorella Caroline, Charlotte von Lengefeld in una piccola chiesa in Weningenjena. Poco dopo il matrimonio scriveva: «Che vita meravigliosa ora ho [...]. L'esistenza di Charlotte, l'amore di questo dolce essere intorno a me... diffonde una luce morbida sulla mia esistenza» Dal matrimonio nacquero quattro figli affidati per la loro istruzione al letterato e filologo tedesco Bernhard Rudolph Abeken. Nel 1791 inizia lo studio di Kant e dell'estetica. Nel 1793 scrive la Storia della guerra dei Trent'anni. Legata a questo argomento è la trilogia del Wallenstein (composta da Il Campo di Wallenstein, i Piccolomini, La morte di Wallenstein). Inizia la grande stagione dei capolavori di Schiller: nel 1800 scrive Maria Stuart, nel 1801 La pulzella d'Orléans, nel 1803 La sposa di Messina, nel 1804 il Guglielmo Tell.
Notevoli anche le sue poesie, alcune delle quali (Gli dèi della Grecia [Die Götter Griechenlands, 1788 e 1793], Gli artisti [Die Künstler, 1778-1789], La Passeggiata [Der Spaziergang, 1795]) vengono comunemente considerate "filosofiche". La prolifica attività letteraria di Schiller fu interrotta solo dalla morte, avvenuta nel 1805 a causa della tubercolosi.

## Il pensiero filosofico
La filosofia di Schiller ha come punto centrale il senso tragico della libertà che l'uomo deve, tramite il sentimento del sublime, realizzare, opponendosi al destino, con la faticosa ricerca di una realizzazione armonica della sua personalità nella realtà storica.

### L'anima bella

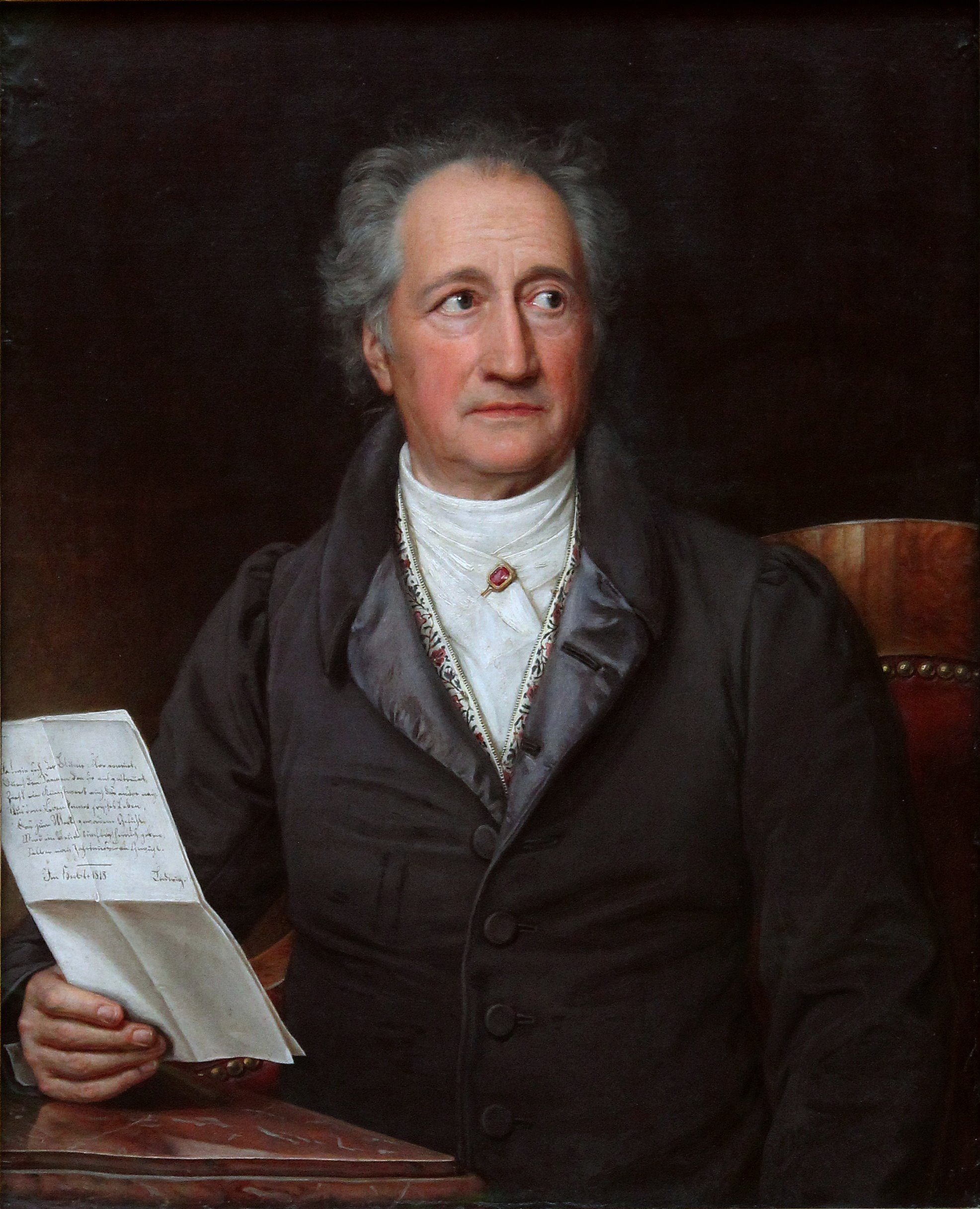
Johann Wolfgang von Goethe, ritratto da J. K. Stieler nel 1828

Schiller, come molti autori romantici, è profondamente influenzato dalla kantiana Critica del giudizio che evidenzia il doppio aspetto dell'uomo per un verso soggetto alla sensibilità del mondo fenomenico e per un altro assolutamente libero come soggetto morale. Da qui nasce la teoria schilleriana dell'"anima bella" (in tedesco schöne Seele) elaborata nel saggio Grazia e dignità del 1793.
Successivamente in un componimento poetico del 1795, L'ideale e la vita, Schiller affronta liricamente questa stessa contrapposizione nell'uomo tra il suo aspetto ideale, come aspirazione alla piena attuazione dei valori morali e la soggezione al mondo sensibile che Kant pretende che debba essere messa da parte per l'attuazione del dovere morale. Nella concezione dell'anima bella Schiller è convinto che i due aspetti contrapposti di libera razionalità e sensibilità possano conciliarsi tramite la percezione della bellezza in un comportamento spontaneo e naturale:
L'anima bella dunque può, spontaneamente e senza fatica, armonizzare sensibilità e dovere morale tramite quella dote naturale che Schiller chiama "grazia" che talvolta può però mancare e allora l'anima bella potrà ricorrere a quel sublime kantiano che col sentimento del bello armonizzerà sensibilità e ragione ottenendo la sostituzione della grazia con la "dignità".
La teoria dell'anima bella nel clima romantico dell'Ottocento si carica di toni misticheggianti fortemente criticati da Goethe e da Hegel che evidenzia l'atteggiamento autocelebrativo e vuotamente contemplativo dell'anima bella contrapposta ai valori dell'agire concreto nella società.

### Il gioco
Bisognerà quindi educare l'uomo al sentimento della bellezza facendo rivivere in lui l'antico ideale pedagogico greco della kalokagatia, del bello e del buono. Una pedagogia estetica che renda completo l'uomo come armonica sintesi di sensibile e sovrasensibile basata sul "libero gioco" delle facoltà umane. Il gioco è un'attività ineliminabile nella natura umana che non persegue alcun fine esterno a sé stessa, né esso è ispirato da un preciso scopo razionale, ma è un atto dove sensibilità e razionalità convivono nell'azione ludica rendendo l'uomo libero. In questa armonia di forma e materia si realizza la bellezza e l'essenza umana per cui «l'uomo è completamente uomo solo quando gioca». Per recuperare il senso dell'armonia perduta, provocata dalla moderna civiltà basata sulla divisione del lavoro, Schiller attribuisce inoltre al teatro l'educazione di una nuova umanità.
C'è poi l'aspetto ludico dell'arte, dove il gioco estetico, che può apparire gratuito, ha nella disposizione al fare la vera componente essenziale, indipendentemente dal risultato. Scrive Schiller: «L'animale lavora se il movente della sua attività è la mancanza di qualche cosa; e gioca se invece lo muove la pienezza della sua forza, se a stimolare la sua attività è un'esuberanza di vita».

### Ingenuità e sentimento
Nell'opera Sulla poesia ingenua e sentimentale (1795-1796) Schiller riprende il tema del rapporto tra sensibilità e ragione che appaiono sinteticamente uniti nell'ingenuità e spontaneità artistica mentre nel sentimento prevale il momento della riflessione razionale sull'emotività. Questi due aspetti della creazione artistica e della struttura spirituale umana Schiller li ritrova anche nella storia dell'arte. L'aspetto ingenuo infatti si rintraccia nell'arte antica, mentre nella poesia moderna prevale quello sentimentale tipico del progresso culturale. Lo sviluppo della creazione artistica mostra come la sintesi della sensibilità e della ragione non si realizzerà mai in maniera definitiva ma anche che essa è irrinunciabile per l'umanità che vuole progredire.

## Opere

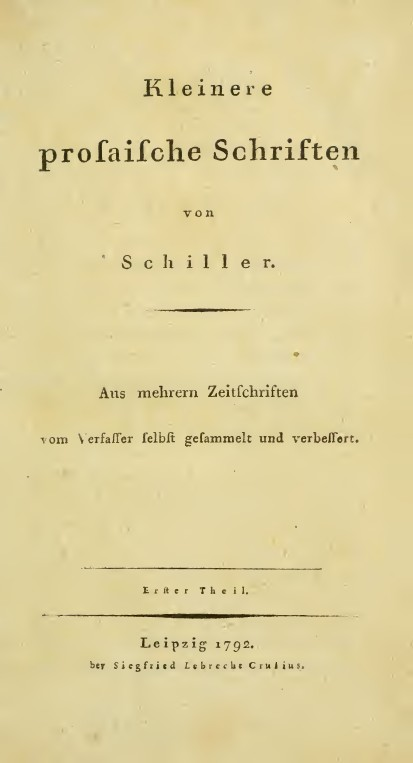
Kleinere prosaische Schriften. 1 (1792)

### Scritti medici e psicologici
Anche se poco conosciuti, possiamo leggere alcuni degli scritti che Schiller elaborò durante i suoi studi medici. Si tratta sia di brevi resoconti su alcune esperienze da tirocinante, sia delle dissertazioni che scrisse a conclusione dei suoi studi.
- Resoconto sull'autopsia, ottobre 1778

La facoltà di medicina dell'accademia prevedeva per gli studenti, come tirocinio di patologia, la possibilità di assistere, e a volte effettuare, autopsie. A questo proposito esiste un resoconto redatto da Schiller, durante il suo secondo anno da studente di medicina, di una necropsia effettuata sullo studente Hiller. Dal momento che agli studenti di medicina erano assegnati dei pazienti da supervisionare durante i giri nei reparti, è probabile che Hiller fosse un suo paziente, il che giustificherebbe la sua presenza durante l'autopsia.
Dal Resoconto sull'autopsia viene fortemente suggerito che il deceduto fosse stato affetto da tubercolosi miliare; non era infatti ancora stata scoperta la natura infettiva di tale malattia e pertanto i pazienti non venivano isolati: gli era concesso di stare insieme alle altre persone e, se stavano abbastanza bene, di andare a teatro.
- Filosofia della fisiologia, 1779

Filosofia della fisiologia è la prima dissertazione elaborata da Schiller e rifiutata dall'accademia, della quale è pervenuto a noi solo un frammento. Il manoscritto di tale frammento è stato ritrovato tra i documenti di un amico di Schiller, Franz Conz. In questa prima dissertazione Schiller affrontava due problemi principali, innanzitutto la relazione tra la natura corporea dell'uomo e la sua anima, in secondo luogo il problema della natura della percezione. La sua intera discussione si fonda sulla supposizione che all'uomo è affidato da Dio un compito, quello di riconoscere e apprezzare il grande disegno dell'Universo.
Dall'indice dei contenuti riportato nel frammento si comprende che il testo di cui disponiamo costituiva solo una parte del primo capitolo che affrontava il tema della Vita Mentale.
- Resoconto sulla malinconia di Grammont, 1780

Annotazioni dei diversi stati di salute e sintomi riportati dall'amico Grammont durante un periodo di grande depressione nel tentativo di individuare una relazione tra gli stati mentali e gli stati fisici del paziente. Si tratta di uno studio che Schiller fa sulle potenzialità della psicoterapia, da lui considerata una logica alternativa ai trattamenti somatici.
- Sulla differenza tra le febbri infiammatorie e putride, 1780

Sulla differenza tra le febbri infiammatorie e putride è il primo dei due saggi che Schiller scrisse nel 1780 al fine di poter lasciare l'accademia. Scritto in latino, tratta in modo abbastanza convenzionale di un tema piuttosto comune per una tesi del diciottesimo secolo. Bisogna tuttavia sottolineare che mentre Schiller preparava questa dissertazione circa i due terzi di pazienti dell'ospedale dell'accademia soffrivano di differenti tipologie di febbri, le cui diagnosi risultavano molto difficili. Infatti i termometri non erano ancora utilizzati in ambito clinico e la temperatura si misurava registrando i battiti dal polso, esaminando il colore delle urine e le sensazioni dei pazienti.
- Sulla relazione tra la natura fisica e spirituale dell'uomo, 1780

Si tratta del secondo saggio scritto nel 1780, che si presenta come una continuazione della riflessione sul rapporto anima-corpo già affrontato nella dissertazione sulla Filosofia della fisiologia.

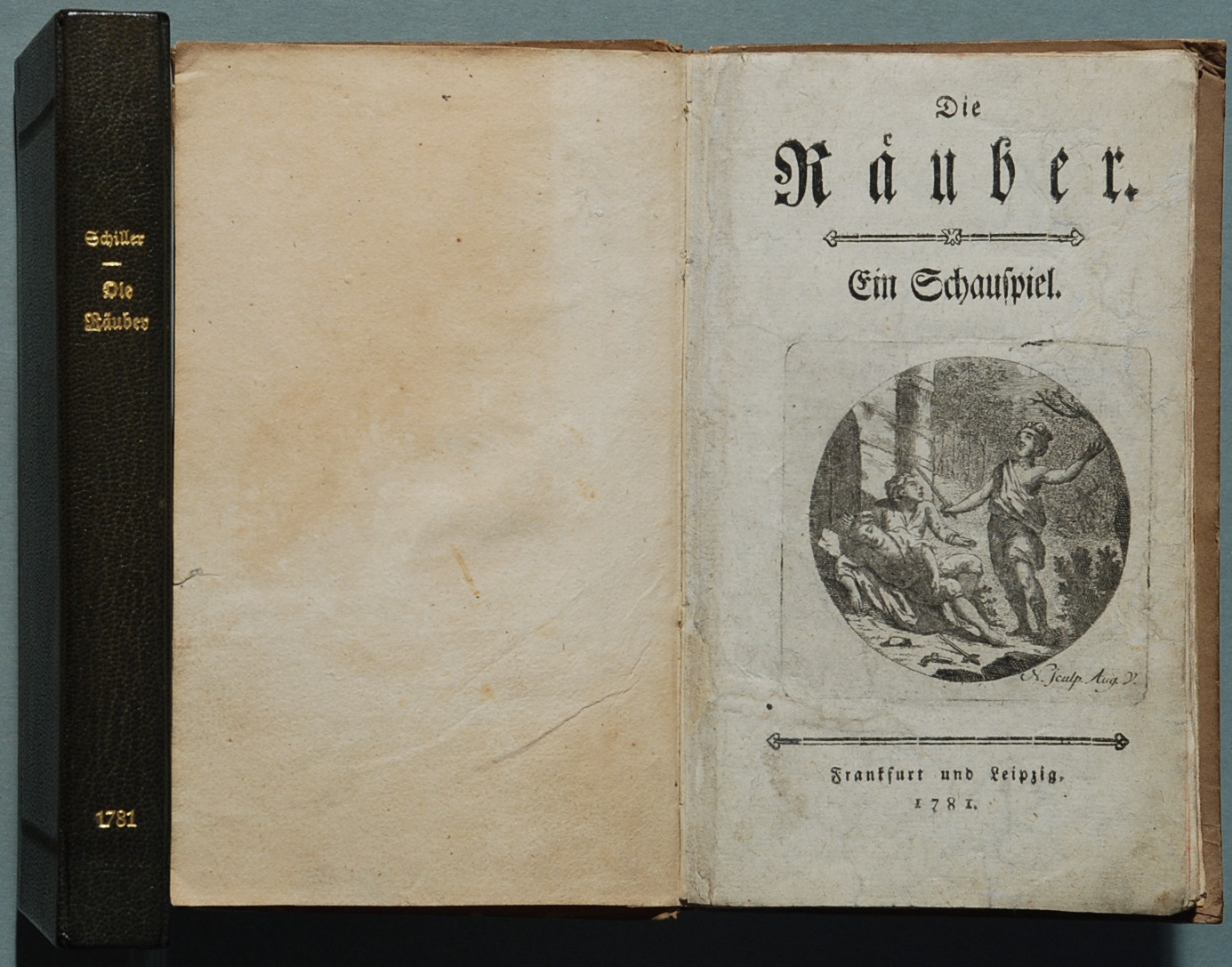
Prima edizione de Die Räuber (I masnadieri), pubblicata nel 1781

### Drammi
- I masnadieri (Die Räuber), 1781

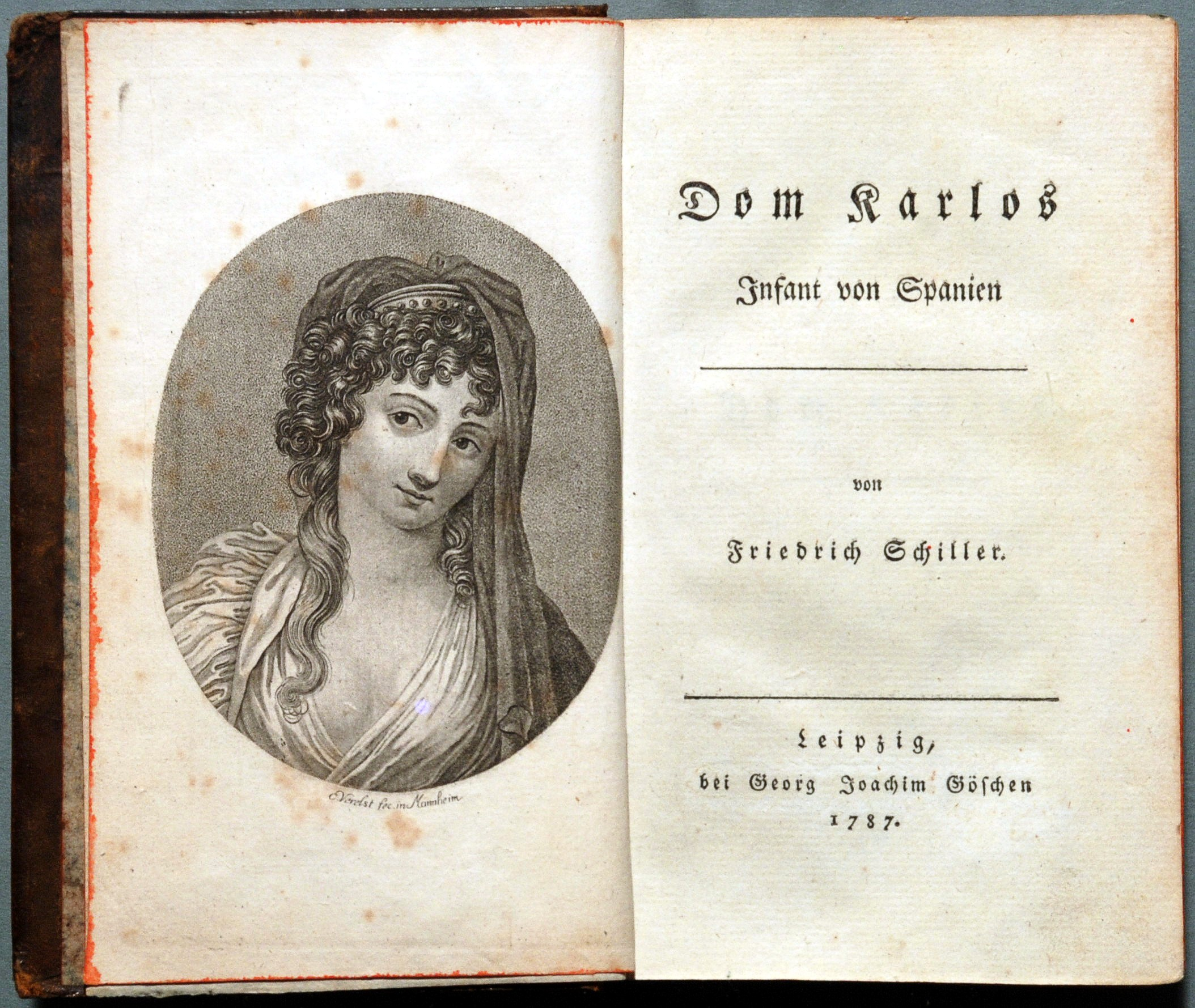
Frontespizio prima edizione del Don Carlos (1787)

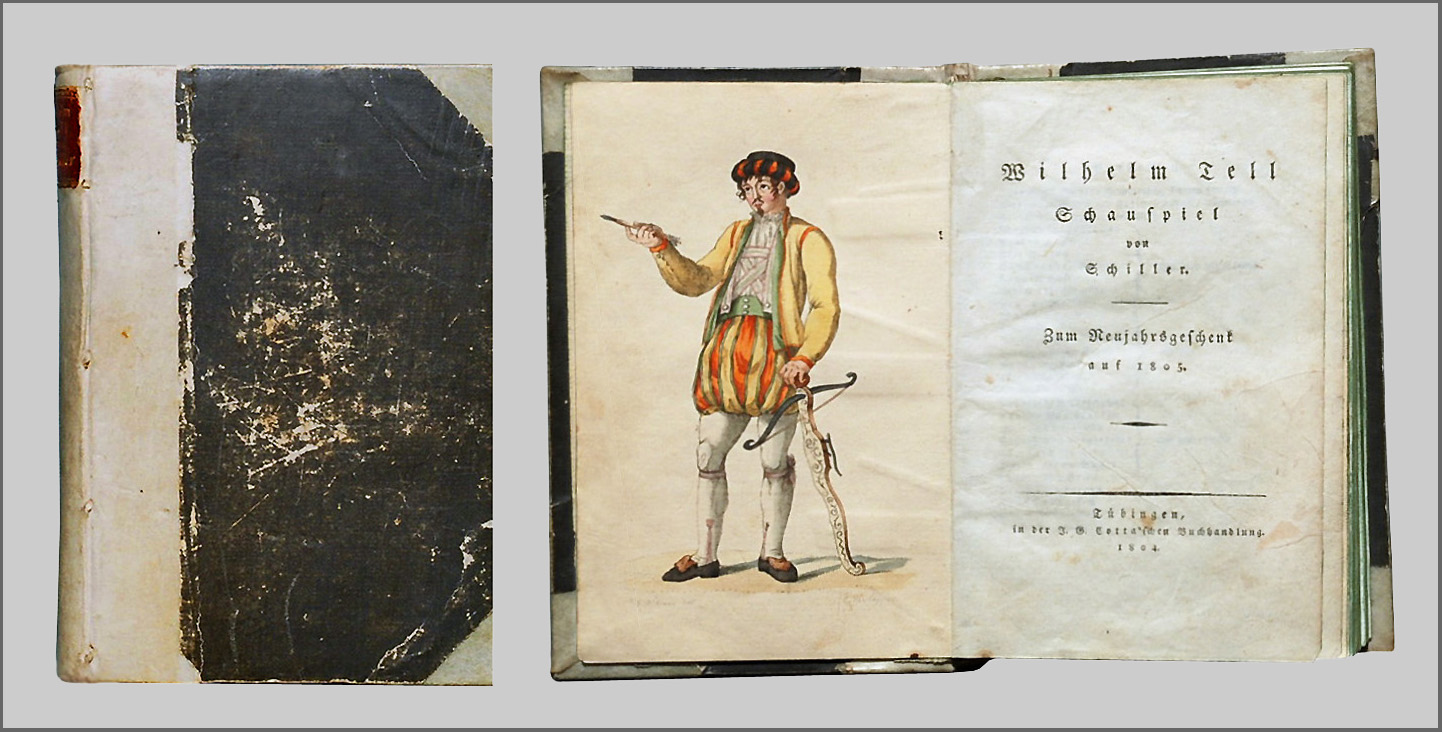
Frontespizio prima edizione del Guglielmo Tell (1804)

- La congiura di Fiesco a Genova (Die Verschwörung des Fiesco zu Genua), 1783
- Intrigo e amore (Kabale und Liebe. Ein bürgerliches Trauerspiel), 1784
- Der Verbrecher aus Infamie, novella scritta nel 1786 in collaborazione con Jakob Friedrich von Abel, pubblicata da Schiller nel 1792 col titolo Der Verbrecher aus verlorener Ehre
- Don Carlos (Don Karlos, Infant von Spanien), 1787
- Wallenstein, 1799. Trilogia composta da:
  - Il campo di Wallenstein (Wallensteins Lager), 1798
  - I Piccolomini (Die Piccolomini), 1798
  - La morte di Wallenstein (Wallensteins Tod), 1799
- Maria Stuarda, 1800
- La Pulzella d'Orléans (Die Jungfrau von Orléans), 1801
- La sposa di Messina (Die Braut von Messina), 1803
- Guglielmo Tell (Wilhelm Tell), 1804
- Demetrius, incompiuta, 1805

### Opere in prosa
- Il delinquente per infamia (Der Verbrecher aus verlorener Ehre – eine wahre Geschichte; successivamente Verbrechen aus Infamie), 1786
- Il visionario (Der Geisterseher), frammento pubblicato sulla rivista Thalia, 1789

### Poesia

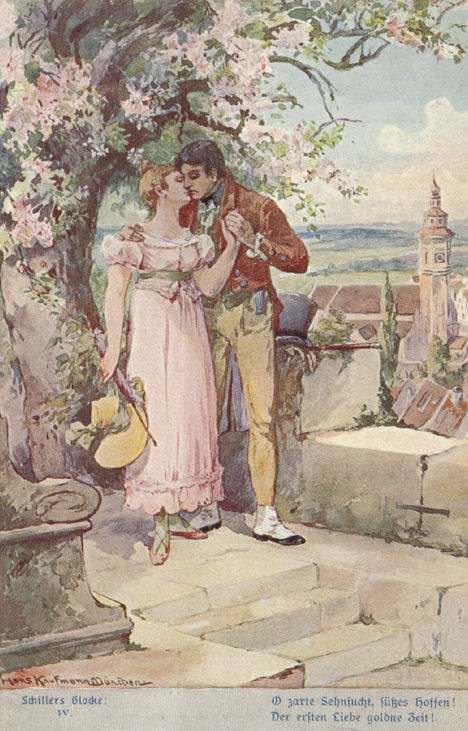
Illustrazione della Canzone della campana

- Inno alla gioia o Ode alla gioia (An die Freude), pubblicato sulla rivista Thalia nel 1786 (musicato da Beethoven nel 1824)
- Gli dei della Grecia (Die Götter Griechenlands), 1788
- Gli artisti (Die Künstler), 1789
- Die Xenien (epigrammi scritti con Goethe), 1796
- Il tuffatore (Der Taucher), 1797
- Le gru di Ibico (Die Kraniche des Ibycus), 1798
- Canzone della campana (Das Lied von der Glocke), 1799

### Scritti filosofici
- Della Grazia e Dignità (Über Anmut und Würde), trattato estetico, 1793
- Kallias, o della bellezza (Kallias-Briefe), 1793
- Lettere sull'educazione estetica dell'uomo (Briefe über die ästhetische Erziehung des Menschen), trattato politico-culturale, 1795
- Sulla poesia ingenua e sentimentale (Über naive und sentimentalische Dichtung) trattato di estetica, 1800
- Del sublime (Über das Erhabene), trattato di estetica, 1801

### Opere storiche
- Storia dell'insurrezione dei Paesi Bassi (Geschichte des Abfalls der Vereinigten Niederlande von der spanischen Regierung), 1788
- Che cosa significa la storia universale e per quale scopo la si studia? (Was heißt und zu welchem Ende studiert man Universalgeschichte?), discorso inaugurale all'Università di Jena), 1789
- Storia della Guerra dei Trent'anni (Geschichte des Dreißigjährigen Krieges), 1790

### Traduzioni e adattamenti
- Macbeth di Shakespeare, 1800.
- Il Parassita (Der Parasit, oder die Kunst, sein Glück zu machen), commedia di Louis-Benoît Picard, 1803
- Turandot di Carlo Gozzi, 1806, rappresentata a Weimar con la regia scenica di Johann Wolfgang von Goethe
- Lezioni di filosofia della storia, a cura di Lorenzo Calabi, Pisa ETS 2012

## Trasposizioni musicali
Molti dei capolavori di Schiller sono stati musicati dopo la sua morte. Il coro dell'Inno alla gioia di Beethoven è ripreso da alcune strofe dell'ode Inno alla gioia (An die Freude). Giuseppe Verdi musicò La Pulzella d'Orléans (Giovanna d'Arco), I masnadieri, Intrigo e amore (Luisa Miller) e il Don Carlos. La Pulzella d'Orléans fu messa in musica anche da Pëtr Il'ič Čajkovskij. Gioachino Rossini prese a ispirazione il Wilhelm Tell per il suo Guglielmo Tell. Inoltre il libretto della Turandot pucciniana (prima rappresentazione, 1926), scritto da Giuseppe Adami e Renato Simoni, si basa essenzialmente sulla versione della traduzione schilleriana della fiaba del Gozzi condotta da Andrea Maffei, fra i primi traduttori italiani delle opere di Schiller, nonché librettista di Verdi per I masnadieri e per il Macbeth. Maria Stuarda fu invece messa in musica da Gaetano Donizetti. La ballata Die Bürgschaft venne musicata da Franz Schubert.